# 140
| 140                |
| ------------------ |
| Dødsfald - Fødsler |
|                    |

| Gregoriansk kalender | 140 CXL                 |
| Ab urbe condita      | 893                     |
| Armensk kalender     | I/T                     |
| Kinesiske kalender   | 2836 – 2837 己卯 – 庚辰 |
| Etiopisk kalender    | 132 – 133               |
| Jødisk kalender      | 3900 – 3901             |
| Hindukalendere       |                         |
| - Vikram Samvat      | 195 – 196               |
| - Shaka Samvat       | 62 – 63                 |
| - Kali Yuga          | 3241 – 3242             |
| Iransk kalender      | 482 BP – 481 BP         |
| Islamisk kalender    | 497 BH – 496 BH         |

Se også 140 (tal)

## Sport
- Herodes Atticus renoverer Panathinaikos Stadion i Athen